# (3613) Kunlun
(3613) Kunlun ist ein Asteroid des Hauptgürtels, der am 10. November 1982 am Purple-Mountain-Observatorium in Nanjing entdeckt wurde.
Der Name des Asteroiden bezieht sich auf das Kunlun-Gebirge, das sich über circa 3000 km unter anderem auch durch die westlichen Regionen Chinas erstreckt.